# Quyển sách của cái chết

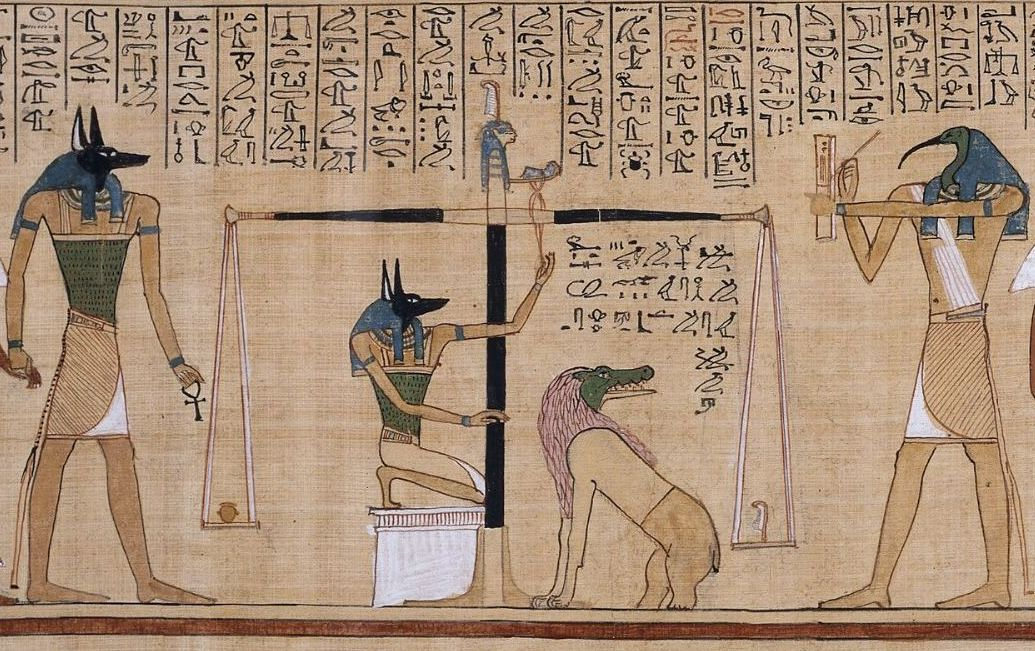
Minh họa này, từ "Cuộn giấy cói của Hunefer" (khoảng năm 1275 TCN), cho thấy nghi lễ "cân trái tim" trong Sách Chết. Trái tim của Hunefer được đặt trên đĩa cân của Ma'at để đo trọng lượng với cái lông của sự thật, gần Anubis đầu chó. Thoth đầu ibis, người ghi chép của các vị thần ghi lại kết quả. Nếu trái tim của Hunefer thăng bằng với chiếc lông đà điểu (biểu tượng của thần Ma'at), Hunefer được phép đi vào thế giới bên kia. Nếu không, anh ta sẽ bị nuốt chửng bởi sinh vật Ammit đầu cá sấu, nửa thân trước là sư tử và nửa thân sau là hà mã ngấu nghiến chờ đợi vì tội nói dối. Các họa tiết như thế này là một minh họa phổ biến trong sách Ai Cập về người chết.

Cuốn sách của cái chết (tiếng Anh: Book of the Dead) hay còn gọi là "Sách hướng tới ánh sáng" hoặc "Ai Cập sinh tử kỳ thư" là cuộn giấy cói được táng cùng với người chết, sử dụng trong các tang lễ Ai Cập cổ đại từ thời kỳ đầu của Tân Vương quốc Ai Cập (khoảng 1550 TCN) đến khoảng 50 TCN. Đây là một loại tài liệu tôn giáo cổ của người Ai Cập tập hợp những bùa chú, phép thuật được ghi lại để giúp linh hồn người chết sang thế giới bên kia thông qua Duat, hay còn gọi là âm phủ, và được viết bởi nhiều thầy tư tế trong thời gian khoảng 1000 năm.
"Quyển sách của cái chết" là một trong những bí ẩn nổi tiếng của nền văn minh sông Nile, Ai Cập. Nó ẩn chứa nhiều quan niệm về linh hồn và cái chết của người Ai Cập cổ đại. Ban đầu được khắc bằng chữ tượng hình trong các khu lăng mộ kim tự tháp, chỉ phục vụ cho các vị Pharaoh. Đến thời kỳ New Kingdom được viết bằng tay bởi các thầy tư tế trên giấy papyrus, cả hoàng thân và quan chức cũng như tầng lớp thượng lưu trong xã hội Ai Cập bấy giờ đều sử dụng đến nó. Táng thư được để lại trong các lăng mộ cùng với người chết, và được đọc lên trong suốt quá trình ướp xác.

## Lịch sử

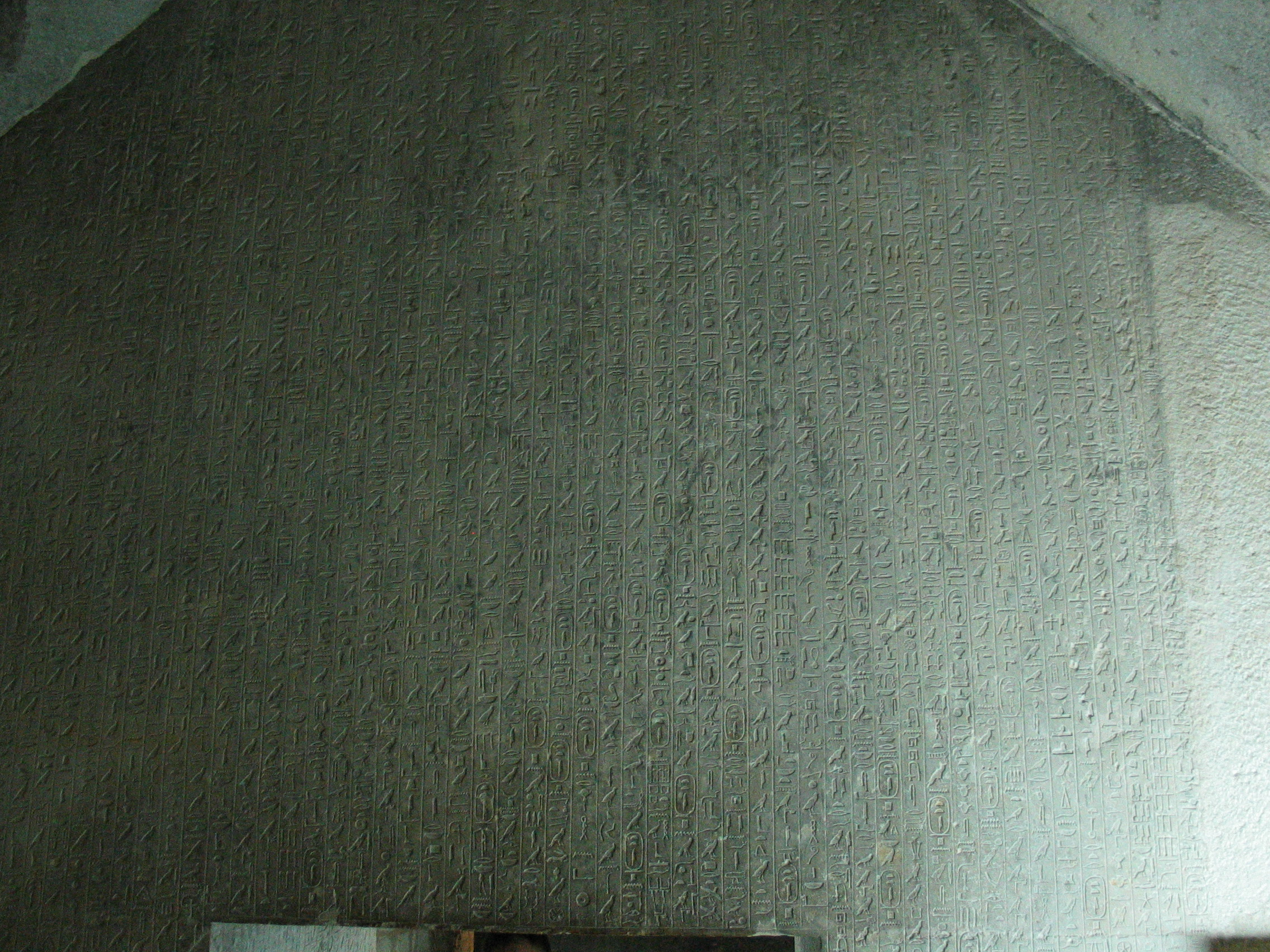
Một phần Pyramid Texts, tiền thân của Quyển sách của cái chết, được ghi trên ngôi lăng mộ của pharaon Teti.

Quyển sách của cái chết bắt nguồn từ các khái niệm được mô tả trong các bức tranh và chữ tượng hình trong các lăng mộ từ Vương triều thứ Ba của Ai Cập (c. 2670 - 2613 TCN). Vào triều đại thứ 12 (1991 - 1802 TCN) những phép thuật này, với những hình minh họa kèm theo, được viết trên giấy cói và được đặt trong các kim tự tháp Ai Cập hoặc các ngôi mộ với người chết. Mục đích của họ, như sử gia Margaret Bunson giải thích, "là hướng dẫn người đã chết về cách vượt qua những nguy hiểm của thế giới bên kia bằng cách cho phép họ có phép thuật và những câu thần chú giúp họ vượt qua những thử thách của Duat, đặc biệt là xà thần hủy diệt Apep trên hành trình đến với sự bất tử. Lăng mộ kim tự tháp của Pharaoh Unas, vương triều thứ 5, khoảng năm 2400 TCN là nơi đầu tiên sử dụng tử thư.
Vào một thời điểm nào đó trước năm 1600 TCN, các phép thuật khác nhau đã được chia thành các chương, và vào thời kỳ của Tân Vương quốc Ai Cập (1570 - 1069 TCN), cuốn sách cực kỳ phổ biến. Những thầy tư tế là những chuyên gia về phép thuật sẽ tư vấn về các phép thuật trong tử thư cho một cá nhân hoặc một gia đình muốn có nó. Bunson lưu ý, "Những phép thuật và thần chú này không phải là một phần của một nghi lễ nhưng đã được trang bị cho người chết, được đọc trong thế giới bên kia". Nếu ai đó bị bệnh, và sợ rằng họ có thể chết, họ sẽ tìm đến một thầy tư tế và chọn mua một cuốn sách của cái chết để chuẩn bị cho hành trình sang thế giới bên kia. Thầy tư tế sẽ cần phải biết loại cuộc sống người đó mong đợi sau khi chết, sau đó các phép thuật thích hợp sẽ được viết riêng cho cá nhân đó.
Trước thời Tân Vương quốc Ai Cập, Sách của người chết chỉ được dùng cho hoàng tộc và giới thượng lưu. Sự nổi tiếng của thần Osiris trong thời kỳ Tân Vương quốc Ai Cập khiến mọi người tin rằng táng thư là không thể thiếu bởi vì thần Osiris được cho là có quyền năng phán xét linh hồn trong thế giới bên kia. Khi ngày càng có nhiều người mong muốn có một "Quyển sách của cái chết" cho riêng mình sau khi qua đời, những thầy tư tế biến cuốn sách trở thành một món hàng quan trọng được viết ra để bán. Các thầy tư tế cũng cung cấp các "gói phép thuật" khác nhau trong Sách Chết cho khách hàng được lựa chọn. Họ có thể có được ít hay nhiều phép thuật trong táng thư phụ thuộc vào số tiền họ có thể bỏ ra để mua nó. Bunson viết, "Mỗi người có thể quyết định số lượng các chương được đưa vào, các loại hình minh họa và chất lượng của giấy cói được sử dụng. Họ chỉ bị giới hạn bởi tiền bạc của mình".
Từ Tân Vương quốc Ai Cập đến triều đại Ptolemaic (323 - 30 TCN), quyển sách của cái chết được sản xuất theo cách này. Nó tiếp tục thay đổi về hình dạng và kích cỡ cho đến năm c. 650 TCN khi nó được cố định trong 190 phép thuật đồng nhất nhưng người ta có thể cộng hoặc trừ những gì họ muốn từ tử thư. Một cuốn giấy cói của người chết từ triều đại Ptolemaic thuộc về một người phụ nữ tên là Tentruty có văn bản của The Lamentations of Isis and Nephthys đi kèm theo nó nhưng không bao giờ được xem như là một phần của cuốn sách của cái chết. Các bản thảo khác của cuốn sách tiếp tục được sản xuất với số lượng phép thuật tùy thuộc vào số tiền người mua có khả năng mua được. Một họa phẩm mà mọi bản thảo dường như đều có, và rất nổi tiếng là nghi lễ "cân trái tim" trong Câu thần chú 125.

## Lời thần chú 125
Câu thần chú 125 được biết đến nhiều nhất trong tất cả các phiên bản khác nhau của Sách Chết. Câu thần chú 125 mô tả việc đánh giá trái tim của người đã chết bởi thần Osiris trong Hội trường Chân lý, một trong những minh họa nổi tiếng nhất từ tử thư của Ai Cập cổ đại. Và điều quan trọng là nó giúp linh hồn vượt qua bài kiểm tra trọng lượng của trái tim với cái lông của sự thật, biết phải nói gì và cách hành động trước Osiris, Thoth, Anubis và 42 vị thần phán xét để có thể bước sang thế giới bên kia, ở đây không còn buồn, đau, hờn giận.

## Cuộn giấy cói của Ani
Cuộn giấy cói Ani (Papyrus of Ani) là phiên bản nổi tiếng nhất của loại sách dành cho người chết còn tồn tại đến ngày nay. Vì loại sách này được làm riêng cho từng người, nên cuộn giấy cói Ani là dành cho Ani, một thư lại sống ở thế kỷ 13 TCN tại thành Thebes, Ai Cập. Nó được viết vào khoảng năm 1250 TCN, trong triều đại thứ 19 của thời kỳ Tân Vương quốc Ai Cập bằng chữ tượng hình, cùng hình minh họa nhiều màu sắc. Bản thảo này có chiều dài 67 cm, chiều rộng 42 cm.

## Các khái niệm về cái chết và thế giới bên kia của Ai Cập
Phép thuật trong Sách Chết mô tả niềm tin của người Ai Cập cổ đại về bản chất của cái chết và thế giới bên kia. Các sách của cái chết là một nguồn thông tin quan trọng về tín ngưỡng Ai Cập trong lĩnh vực tâm linh này. Cuốn sách của cái chết không giống như Tử thư của Tây Tạng, mặc dù hai tác phẩm này thường được đánh giá đều là tốt. Các phép thuật trong cuốn sách của cái chết, bất kể thời đại nào của phiên bản được viết, hứa hẹn một thiên đường hạnh phúc của một người sau khi chết.